# Garfield Hollywoodba megy
A Garfield Hollywoodba megy, RTL-es szinkronban: Garfield és barátai: Hollywoodi kalandok (eredeti cím: Garfield Goes Hollywood) 1987-ben bemutatott amerikai rajzfilm, amely a Garfield-sorozat hatodik része. Az animációs játékfilm rendezője és producere Phil Roman. A forgatókönyvet Jim Davis írta, a zenéjét Ed Bogas és Desirée Goyette szerezte. A tévéfilm a Film Roman Productions és a United Media Productions gyártásában készült.
Az Amerikai Egyesült Államokban 1987. május 8-án a CBS-en sugározta. Magyarországon három szinkronos változat is készült belőle, amelyekből az elsőt az MTV2-n 1993. május 21-én, a harmadikat az RTL Klubon 2010. október 30-án vetítették le a televízióban, a másodikat 2004-ben adták ki DVD-n.

## Cselekmény
A képregényből ismert, hogy Garfield (Lorenzo Music) esténként az öreg deszkakerítésen magánszámokat ad elő a környék macskáinak és olykor kutyáinak. Jim Davis gyakran épített be a képregényből egyes képsorokat a filmekbe, így aki rendszeres olvasója a Garfieldnak, annak nem ismeretlen a film néhány jelenete.
Garfield mellett néha fellép Odie (Ubul) (Gregg Berger) is, aki itt most Mr. Irha néven egy dobost játszik. Ez a jelenet egy 80-as évekből való képsorból vett rész, ott magyarul Dobördögi úr néven olvashatták, Boronyák Rita fordítása nyomán. A rajzfilm magyar szövegét Bálint Ágnes készítette.
Mint általában, Garfield nem arat túlságosan nagy sikert, egyik száma a „Macska a forró tetőn” például nem a klasszikus film színpadi produkciója, hanem hogy miként ugrál a macska a naptól felforrósított tetőn. Ezt is csak Garfield mamája tapsolja meg. A műsor végül azzal zárul, hogy Odiet és Garfieldot megdobálják, miután Garfield a hangulat felforrósítása érdekében odakiabál a nézőknek: „Rongyos zsákból öltözködtök?” A közönség fogadtatása persze nem szegi kedvét Garfieldnek, hiszen „imádja a showbusiness-t,” mely minden testrészében benne van.
Még aznap este Jonnal (Thom Huge) megnézik a kedvenc műsorukat „Kedvencek vetélkedőjét” (ang. Pet Search) a tévében. Ezt Jim Davis az Egyesült Államokban akkoriban igen népszerű Star Search-ről mintázta, amely az egyszerű emberek közül keresett tehetségeket. Itt a kis háziállatok közül kerestetik a sztár. Aki megnyeri a vetélkedőt az 1000 dollárt és továbbjutást nyerhet a nagy hollywoodi döntőre. Jon ekkor felsóhajt: „Ha bennetek is rejtőzne valami, de szép is volna!” De Garfield és Odie megmutatják mit tudnak. Jon rögvest eldönti, hogy nyomban beneveznek a vetélkedőre, ehhez persze kell kosztümök és éjjel-nappal gyakorolni. „Éjjel? – méltatlankodik Garfield – Na az azért túlzás.” És kell még hozzá zene. Jon zenei tehetséges ellenben „harmatgyenge”. „Le fogunk vele bőgni!” – sopánkodik Garfield.
Később fellépnek a vetélkedő lerobbant stúdiójában, egy giccses Elvis-imitátoros számmal, amellé kissé nevetséges névvel: „Johnny Bop és a két mákvirág” (Johhny Bop and the Two-Steps). Közben Odie a nyilvánosság előtt egy csalót is leleplez, aki kutya jelmezben játszik egyszerre zongorán, szájharmonikán, trombitán, gitáron és dobon. Mivel a többi szám legkevésbé sem sikeres, sőt Garfieldék az egyetlen énekes szám, így ők nyerik meg a vetélkedőt, annak ellenére, hogy a szavazással megbízott közönség se nem éljenzi, vagy akár lehurrogná őket, s egy kivetítőn megjelenő „Taps” szóra tapsolja meg Garfieldékat.
Jon boldog és elégedett, s készül Hollywoodba, Garfield azonban egy cseppet sincs oda ezért, mert „nem elég, hogy itthon bohócot csináltak magukból, végül az egész ország rajtuk fog röhögni”, s amellé Hollywood  „istentelenül messze van,” így Garfield abban reménykedik, hogy jön „egy földrengés és Hollywoodot elnyeli az óceán.”
Másnap elindulnak a film fővárosába. Mikor megérkeznek Garfieldot eleinte nem nyűgözi le a város, hanem amikor körbejárják eláll szeme-szája, főleg azután amikor meglátja a Garfield teret, melyről azt hiszi róla nevezték el. Egyből sztárnak érzi magát és hatalmas álmokat szövöget, miközben egy „sokcsillagos szállóban” szokásához híven nagyot szundít. Garfield álmodozgatásával, saját maga túlbecsülésével immár az önteltség határát súrolja, viszont ő és Odie tudja, hogy itt a legkevésbé sincs esélyük Jon harmatgyenge produkciójával, ezért maguk veszik kezükbe a dolgokat és megsemmisítik Jon imádott gitárját. Bár gazdájuk sejti, hogy ők a ludasak a dologban, de a döntő miatt nincs ideje ezen bajlódni. Garfield ellenben megnyugtatja, s vállalják a dolgot.
Bár a hollywoodi döntőn nincs könnyű dolguk, ám Jon komolyan eltöpreng, hogy nekik való ez a nagyvilági élet. Garfield azonban úgy érzi nagyon is az effajta élethez született, de túlzottan optimista.
A döntő fődíja egy egyéves szerződés egy nagy filmvállalattal, továbbá egy hathetes világ körüli út, egy új luxusház, két ragyogó limuzin és persze 1 millió dollár. A második helyezett egy jachtot kap.
Bár a rivális számok sem valami rosszak, de a „Telibegy nővérek” számában eléggé hamis a hang, vagy négy kutyafivér attrakciójában nem elég látványos a végső mutatvány. Garfield és Odie egy spanyol-francia keverésű tangóval lépnek fel az utolsó előtti számban. Az utolsó szám azonban egy ezüsttorkú rózsaszín macskalány Desiree áriája, aki eléggé hasonlít Garfield szerelméhez Helénához. A macskalány tehetsége még Garfieldot is elbűvöli. Végül a nagy izgalom közepette Desiree első, míg Garfieldék második helyezést érik el. Garfield dühöng, kisemmizésről, lefizetésről, kirablásról, aljasul előre kitervelt dologról beszél, a vetélkedő egyszerre csalás, becsapás, kitolás lesz a számára. Dühében kárt tesz a berendezésben, de Jon szerint semmit se vesztettek, hisz együtt maradtak. Végül is megnyertek egy szép jachtot, amivel tengeri utazást terveznek, Jon a Bahamákra mennek, Garfield ellenben a Fidzsi-szigeteket javasolja, de végül megállapodnak Ausztráliában, annak ellenére, hogy nem a tengeren, hanem a kertjükben vannak.

## Szereplők
| Szereplő                  | Eredeti hang    | Magyar hang        | Magyar hang        | Magyar hang     |
| Szereplő                  | Eredeti hang    | MTV2 (1993)        | InterCom (2004)    | RTL Klub (2010) |
| ------------------------- | --------------- | ------------------ | ------------------ | --------------- |
| Garfield                  | Lorenzo Music   | Kerekes József     | Kerekes József     | Kerekes József  |
| Jon Arbuckle              | Thom Huge       | Pusztaszeri Kornél | Pusztaszeri Kornél | Czvetkó Sándor  |
| Odie (Ubul)               | Gregg Berger    | Szűcs Sándor       | saját hangján      | saját hangján   |
| WBOR műsorvezetője        | Gregg Berger    | Balázsi Gyula      | Seder Gábor        | Juhász Zoltán   |
| Bob                       | Gregg Berger    | Uri István         | Papucsek Vilmos    | Király Adrián   |
| Búboli (Fogerty) nagymama | Gregg Berger    | Czigány Judit      | Faragó András      | Bókai Mária     |
| Herbie                    | Nino Tempo      | Rosta Sándor       | Faragó András      | Fehér Péter     |
| Hollywoodi műsorvezető    | Frank Welker    | Perlaki István     | Sörös Miklós       | Imre István     |
| Desirée, a macska díva    | Desirée Goyette | eredeti nyelven    | eredeti nyelven    | eredeti nyelven |
| Hegyi-ember Dan           | N/A             | Lukácsi József     | eredeti nyelven    | Katona Zoltán   |
| Műszakvezető              | N/A             | Garai Róbert       | N/A                | Pipó László     |

## Szinkronstábok
| Beosztás              | 1993                                |               | 2004             | 2010 |
| --------------------- | ----------------------------------- | ------------- | ---------------- | ---- |
| Felolvasó             | Kertész Zsuzsa                      | -             | Korbuly Péter    |      |
| Magyar szöveg         | Bálint Ágnes                        | Tóth Balázs   | Borsiczky Péter  |      |
| Hangmérnök            | Solymosi Ákos                       | Tőkés Bálint  | Hidvégi Csaba    |      |
| Rendezőasszisztens    | Rónai Rita                          | -             | Száz Andrea      |      |
| Vágó                  | –                                   | Bárány György | Horváth István   |      |
| Gyártásvezető         | Vácz Zsuzsanna                      | Czobor Éva    | Mészáros Szilvia |      |
| Technikai munkatársak | Áhel László Katona István           | –             | –                |      |
| Szinkronrendező       | Szalay Éva                          | Kozma Attila  | Ullmann Gábor    |      |
| Producer              | –                                   | –             | Kovács Zsolt     |      |
| Szinkronstúdió        | Syinthrate                          | –             | Szinkron Systems |      |
| Közreműködő           | Demjén Imre vállalkozása Viton Kft. | –             | –                |      |
| Megrendelő            | MTV2                                | InterCom Zrt. | RTL Klub         |      |

## Betétdalok
| Dal                     | Előadó                    |
| ----------------------- | ------------------------- |
| They Love Us            | Lou Rawls                 |
| The Wizard of Love      | Thom Huge Desirée Goyette |
| Hollywood Feels So Good | Lou Rawls                 |
| Desiree's Meow Solo     | Desirée Goyette           |

## Díjak
- Primetime Emmy Award, 1988